# Giro dell'Emilia Internazionale Donne Elite 2020
Il Giro dell'Emilia Internazionale Donne Elite 2020, settima edizione della corsa, valevole come seconda prova dell'UCI Women's ProSeries 2020 categoria 1.Pro, inizialmente prevista per il 3 ottobre e anticipata a causa della pandemia di COVID-19, si svolse il 18 agosto 2020 su un percorso di 87,2 km con partenza da Bologna e arrivo a San Luca, in Italia. Fu vinto dalla danese Cecilie Uttrup Ludwig, la quale completò il percorso in 2h10'44", alla media di 40,02 km/h, precedendo la lituana Rasa Leleivytė e l'olandese Pauliena Rooijakkers.
Sul traguardo del San Luca 107 cicliste, su 119 partite da Bologna, portarono a termine la competizione.

## Squadre e corridori partecipanti[1]
| N.      | Cod. | Squadra                         |
| ------- | ---- | ------------------------------- |
| 1-6     | PHV  | Parkhotel Valkenburg            |
| 11-16   | ALE  | Alé BTC Ljubljana               |
| 21-26   | CCC  | CCC-Liv                         |
| 31-35   | TFS  | Trek-Segafredo                  |
| 41-46   | FDJ  | FDJ Nouv.-Aquitaine Futuroscope |
| 51-56   | CSR  | Canyon-SRAM Racing              |
| 61-66   | SUN  | Team Sunweb                     |
| 81-86   | CDO  | Cronos Casa Dorada Women C.     |
| 91-96   | CGS  | Cogeas-Mettler Pro Cycling Team |
| 101-106 | VAI  | Aromitalia Basso Bikes Vaiano   |
| 111-115 | ASA  | Astana Women's Team             |

| N.      | Cod. | Squadra                     |
| ------- | ---- | --------------------------- |
| 121-126 | BPK  | BePink                      |
| 141-146 | TOP  | Top Girls Fassa Bortolo     |
| 151-156 | VAL  | Valcar-Travel & Service     |
| 161-166 | WNT  | Ceratizit-WNT Pro Cycling   |
| 171-176 | SBT  | Eurotarget-Bianchi-Vittoria |
| 181-186 | WCC  | WCC Team                    |
| 191-196 | LCW  | Lviv Cycling Team Women     |
| 201-206 | BTW  | Born To Win                 |
| 211-216 | CZA  | Conceria Zabri              |
| 221-226 | COL  | Colombia                    |

## Ordine d'arrivo (Top 10)
| Pos. | Corridore             | Squadra    | Tempo    |
| ---- | --------------------- | ---------- | -------- |
| 1    | Cecilie Uttrup Ludwig | FDJ        | 2h10'44" |
| 2    | Rasa Leleivytė        | Aromitalia | a 11"    |
| 3    | Pauliena Rooijakkers  | CCC-Liv    | s.t.     |
| 4    | Urška Pintar          | Alé        | s.t.     |
| 5    | Sabrina Stultiens     | CCC-Liv    | a 14"    |
| 6    | Soraya Paladin        | CCC-Liv    | a 29"    |
| 7    | Tatiana Guderzo       | Alé        | a 31"    |
| 8    | Évita Muzic           | FDJ        | a 37"    |
| 9    | Debora Silvestri      | Top Girls  | a 42"    |
| 10   | Rachel Neylan         | Cronos     | s.t.     |